# کلمنس وسترهوف

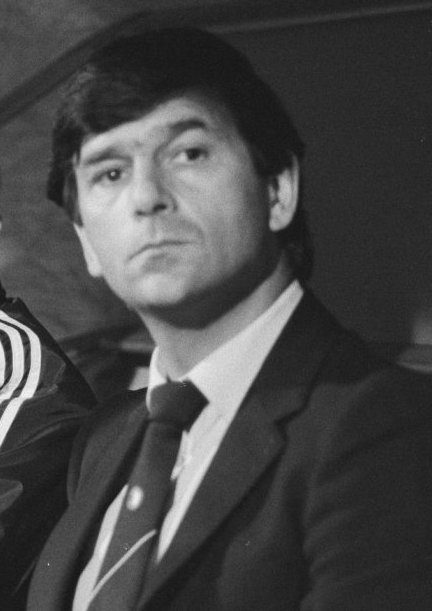
کلمنس وسترهوف در تاریخ سپتامبر ۱۹۸۱

کلمنس وسترهوف (هلندی: Clemens Westerhof؛ زادهٔ ۳ مهٔ ۱۹۴۰) یک بازیکن فوتبال اهل هلند است.